# Петропавловский собор (Сидней)
Петропа́вловский собо́р (англ. Sts Peter and Paul Russian Orthodox Church in Strathfield) — православный кафедральный собор Сиднейско-Австралийской епархии Русской православной церкви заграницей.
Престольный праздник — святых апостолов Петра и Павла (29 июня (12 июля))

## История
Первоначально богослужения для русского прихода в Сиднее совершались во временной церкви в здании YMCA на Оксфорд стрит, рядом с Гайд-Парком, где каждое воскресенье в переоборудованном спортивном зале священник совершал православные службы.
В апреле 1953 года в сиднейском районе Стратфилд на улице Вернон был построен храм с колокольней. В мае 1953 года на купол колокольни был поднят и водружен крест, а 27 декабря 1953 года архиепископ Феодор (Рафальский) освятил новое здание собора.
Позднее были построены здания приходского зала и церковной школы.